# Abbazia di Weihenstephan
L'abbazia di Weihenstephan (Kloster Weihenstephan in tedesco) era un monastero benedettino di Frisinga, in Baviera, Germania.

## Monastero
San Corbiniano arrivò a Frisinga nel 720 circa e vi fondò la chiesa di Santo Stefano, comunicante con un dormitorio di monaci. Il monastero propriamente detto, dedicato dapprima a san Vito, e più tardi ai santi Stefano e Michele, fu fondato dal vescovo Hitto di Frisinga all'incirca tra l'811 e l'835. Da allora fino al 1020-1021 fu un monastero di canonici agostiniani. Dal 1021 fu convertito in un'abbazia benedettina. Nell'XI secolo l'abbazia di Weihenstephan è attestata come proprietaria di beni a Valdaora in Provincia di Bolzano.
Durante il processo di laicizzazione della Baviera, l'abbazia fu sciolta (1803) e le sue proprietà vendute. Nel 1810 la chiesa abbaziale, già trasformata col tempo in parrocchia, fu demolita.

## Scuola

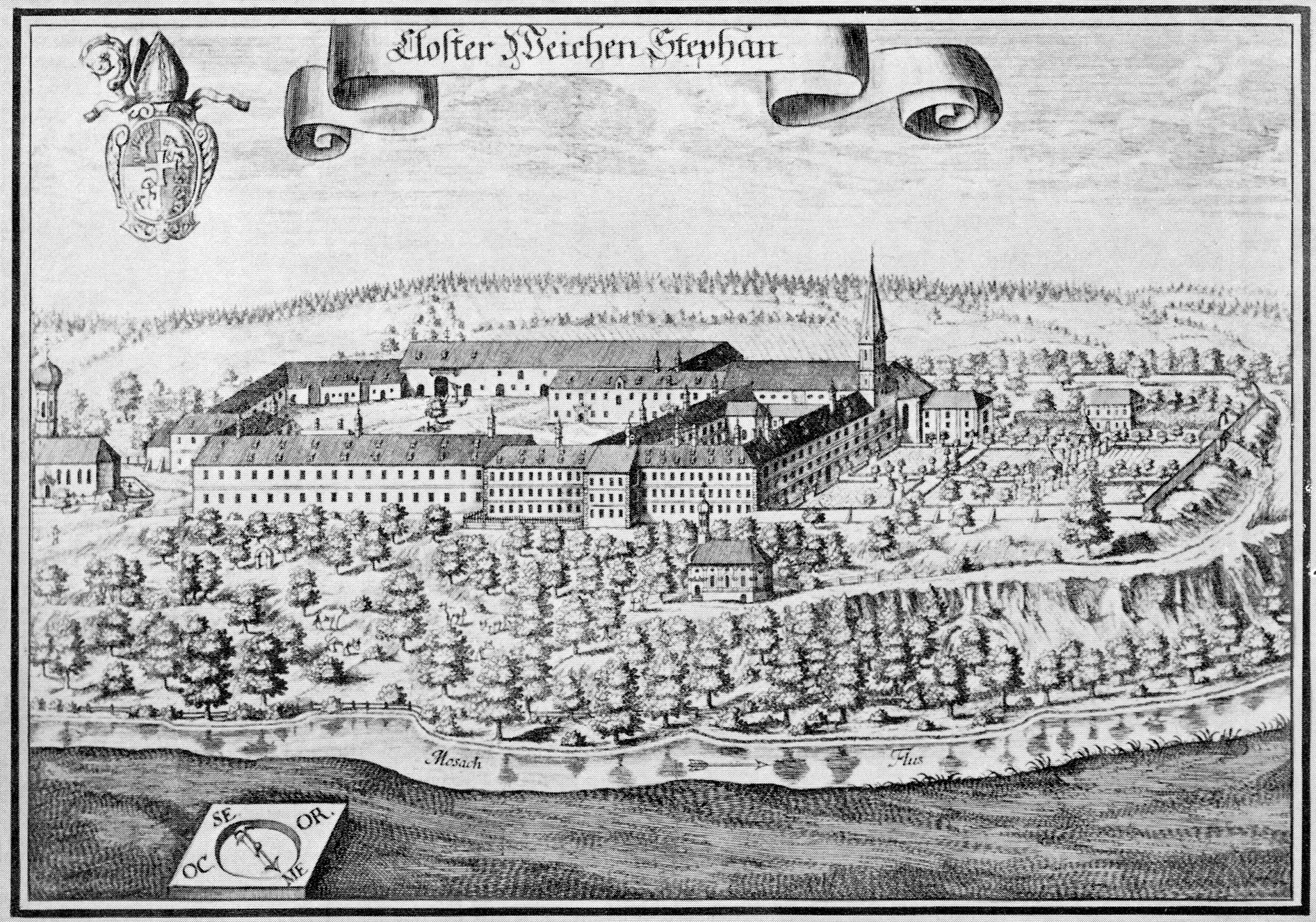
Incisione dell'abbazia di Weihenstephan realizzata da Michael Wening in Topographia Bavariae, 1700 circa

Nell'autunno del 1803 fu trasferita da Monaco la Scuola Botanica, che andò ad occupare gli edifici rimasti vuoti; contemporaneamente in questi territori nacque un'azienda agricola. Gran parte dei beni della precedente abbazia tra cui edifici, scuderie, foreste e campi, fu trasferita alla scuola botanica o all'azienda. Dal 1804 Max Schönleutner insegnò qui Scienza dell'Agricoltura.
Nel 1807 la vita in entrambe le scuole fu scossa, poiché molti insegnanti e studenti presero parte all'invasione napoleonica della Russia, dalla quale ben pochi fecero ritorno. Nel 1852 la scuola agricola fu ripristinata a Weihenstephan e nel 1895 convertita in università agricola, formando il nucleo della Università Tecnica di Monaco a Frisinga.

## Birrificio

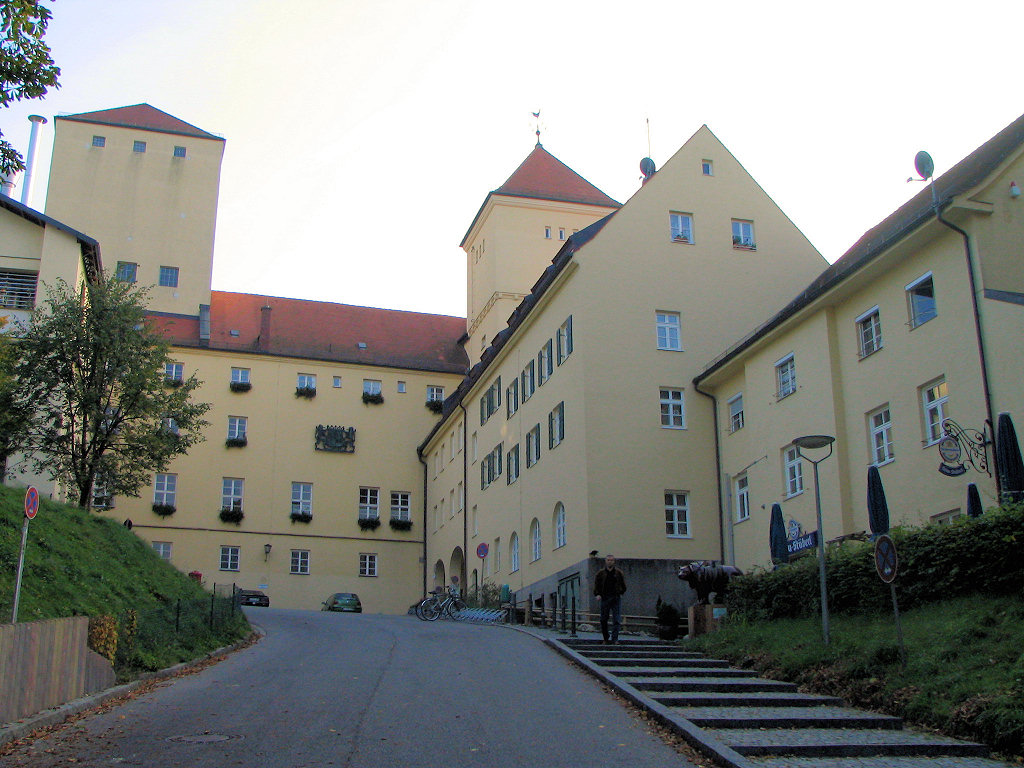
Il birrificio

La produzione di birra nell'abbazia iniziò probabilmente nell'anno 768, come testimonia un documento di quell'anno facente riferimento ad un giardino di luppolo nella zona che doveva un tributo al monastero. Un birrificio fu effettivamente autorizzato dalla città di Frisinga nel 1040, e questa è la data di fondazione adottata dal moderno birrificio oggi esistente. Quest'azienda vanta uno stimabile record: quello di essere il più antico birrificio ancora funzionante del mondo.

Quando il monastero e il birrificio furono laicizzati sotto Napoleone Bonaparte nel 1803, divennero possedimenti dello stato bavarese. Dal 1923, il birrificio ha assunto il nome di "Birrificio di Stato Weihenstephan" (in tedesco Bayerische Staatsbrauerei Weihenstephan), ed è gestito in collaborazione con l'Università Tecnica di Monaco sia come complesso di produzione all'avanguardia sia come centro per l'apprendimento.